# لوئیس باربر
لوئیس باربر (انگلیسی: Lewis Barber؛ 11 April 1906 – ۱۹۸۳ (۷۶−۷۷ سال)) بازیکن فوتبال اهل بریتانیا بود.